# Phyllanthus incurvus
Phyllanthus incurvus är en emblikaväxtart som beskrevs av Carl Peter Thunberg. Phyllanthus incurvus ingår i släktet Phyllanthus och familjen emblikaväxter. Inga underarter finns listade i Catalogue of Life.